# De Palen (Loppersum)
De Palen is een buurtschap in de gemeente Eemsdelta  in de provincie Groningen. Het ligt aan een doodlopende weg langs de Westerwijtwerdermaar net ten noorden van de spoorweg Groningen - Delfzijl. De buurtschap wordt tot Westerwijtwerd gerekend.
De Palen bestaat uit een aantal boerderijen, waarvan een ook De Palen heet. Op de plaats van deze boerderij, eerder bekend als Sijbingeheem, moet al in de veertiende eeuw een tweetal heerden hebben gestaan bekend als Onsterman's heerden. Die naam verwijst waarschijnlijk naar het geslacht Onsta. Ook staat in de buurtschap een poldermolen met de naam De Palen.

## Naam
De naam De Palen gaat waarschijnlijk terug op een of meer voormalige wierden of pollen. Lage – veelal niet meer bewoonde – wierden werden vaak pol, pool, paal of poel genoemd. Daarvan afgeleid zijn namen als Poelweg (Zandeweer), Polleweg (Zijldijk), en Palvenne (Huizinge). Aan de Dijkumerweg te Garsthuizen lag de boerderij ’Paelsterheerd’ oftewel up Pale, waarvan de bewoners al rond 1300 worden vermeld.
Tussen 't Zandt en Zijldijk lagen tientallen pollen van 1 à 2 meter hoogte, die omstreeks 1200 zijn opgeworpen. Een daarvan is opgegraven door de archeoloog Albert Egges van Giffen. Enkele hebben de ruilverkavelingen overleefd. De meeste van deze pollen werden waarschijnlijk bewoond; een aantal zal uitsluitend als toevluchtplaats voor het vee hebben gediend. 
Groningen: Steden en dorpen      Nederland: Provincies · Gemeenten